# Etgert
Etgert település Németországban, Rajna-vidék-Pfalz tartományban. Lakosainak száma 66 fő (2023. december 31.).

## Népesség
A település népességének változása:
| Lakosok száma | 76   | 68   | 65   | 66   | 65   | 66   |
|               | 1975 | 2017 | 2019 | 2021 | 2022 | 2023 |